# Ghibli (cantautore)
Ghibli, pseudonimo di Cristofaro Pascale (Bovino, 5 novembre 1958), è un cantautore e chitarrista italiano.

## Biografia
Cristofaro Pascale inizia la sua carriera musicale costituendo varie formazioni tra le quali i Taxirum, gruppo di rock progressivo formato con i componenti originari degli Algebra di Mario Giammetti, giornalista e biografo dei Genesis di fama internazionale, oltre che musicista. Dopo lo scioglimento dei Taxirum, avvenuto quando la Lira Records di Milano propone alla band un contratto discografico, inizia nel 1990 l'attività di rocker solista abbandonando il suo nome e cognome e diventando Ghibli.
Il nome d'arte, un'identificazione con l'omonimo vento tipico del Nord-Africa, attraverso la sua musica diventa un simbolo che dovrà trascinare con impeto la condizione umana in una dimensione alternativa. Dai suoi testi questa dimensione traspare in maniera netta ed è fatta di libertà individuale ed amore universale da ricercare attraverso una comunicazione vera. In questa dimensione non c'è spazio per i luoghi comuni, sconfitti dalla propria identità. Ghibli traccia, così, la strada da percorrere per raggiungere una verità inconfondibile che aprirà le porte della definitiva liberazione.
Il primo album, Vento di rock, è del 1993 ed è pubblicato dall'etichetta napoletana Lucky Music: 10 brani di rock melodico di derivazione hard, con prevalenti timbriche californiane, tra i quali Black out realizzato in video clip e scelto dall'emittente televisiva CDS TV come sigla del programma Non sono favole.
Ghibli si esibisce nei vari tour accompagnato principalmente da turnisti, anche di rilievo; ma in seguito, considerato che il live è la sua comunicazione preferita, definisce una propria band alla quale infonde il feeling ed il groove necessari per le sue caratteristiche. Da ricordare il Concerto per la Vita al Teatro Massimo di Benevento, tenuto in onore dei sopravvissuti del conflitto della ex Jugoslavia.
Il live è quasi senza sosta. È una svolta significativa nella sua vita tanto da farsi attendere fino al 2001 per l'uscita del suo secondo lavoro, Deviazioni elettriche, pubblicato da Vitaminic. L'album, caratterizzato da linee melodiche più aggressive rispetto al primo e con accenni di heavy metal, vanta la presenza di musicisti di rilievo come Franco Maria Manna, bassista degli Stage (tribute band dei Deep Purple) e Roberto Perrone (batterista di Edoardo Bennato). La track list, oltre ad 8 brani composti ed arrangiati interamente da Ghibli, comprende anche le versioni riarrangiate di Impressioni di settembre della Premiata Forneria Marconi e Visioni dei New Trolls, dedicata al chitarrista ed amico Nico Di Palo.
Nel 2003 scala le classifiche di MTV.it: i brani Deviazioni elettriche e soprattutto Mondo straniero, considerato folgorante dalla rivista musicale MOVIMENTIprog, hanno mantenuto la prima posizione per mesi, davanti ad artisti più quotati.
A febbraio del 2005 si lega alla Blond Records di Roma firmando un contratto discografico ed editoriale. L'etichetta, diretta da Enrico Capuano, decide di rimasterizzare e ristampare l'album Deviazioni elettriche, pubblicandolo ad aprile dello stesso anno in edizione speciale.
Nel 2008 raggiunge la prima posizione assoluta, che mantiene per cinque mesi consecutivi, nella classifica di FreeZone Top 20 su Radiostar.TV, l'emittente televisiva on line che propone i 20 artisti più votati su Radiostar e, nel mese di ottobre, si aggiudica il titolo di FreeZoneTop quale artista vincitore della nuova edizione del programma.
Dal 2010, affiancato al tour annuale, propone un tributo live a Lucio Battisti. Questo progetto gli permette di ampliare temporaneamente il seguito artistico, costituito per oltre un anno da un cast di musicisti.
Definito "Il vento elettrico italiano" soprattutto in Campania, regione di adozione, ha uno spazio dedicato nell'Enciclopedia del pop rock napoletano di Renato Marengo e Michael Pergolani, edita dalla Rai Eri.

## Discografia
- Vento di rock - 1993, Lucky Music (cat. n° 51058 001), CD/MC
- Deviazioni elettriche - 2001, Vitaminic/2005, Blond Records (ristampa e pubblicazione in edizione speciale, cat. n° BRDC00603), CD

## Il tributo live a Lucio Battisti
Il 10 aprile 2010 inizia il tour-tributo Ghibli canta Battisti. È un progetto live pluriannuale collaterale nel corso del quale Ghibli propone i migliori brani di Lucio Battisti, riarrangiati in chiave rock. L'essenza del live è data dall'attenzione e la cura dedicata dall'artista al modo di interpretare Battisti, non emulandone la voce ma rispettando la modulazione, le accentazioni e le pause vocali originali, con l'intento di incarnare lo spirito delle canzoni e non snaturarne le sensazioni. Tra le prime date del tour figura subito l'esibizione di Frosinone in terra laziale, regione di nascita del cantautore di Poggio Bustone, seguita dalle telecamere di Voci della notte di Teleuniverso.